# ديزينة
الديزينة (الاسم العلمي: Disinae) هي تحت قبيلة من النباتات تتبع الفصيلة السحلبية من رتبة الهليونيات.

## أجناس الديزينة
الديزة